# Moustier-sur-Sambre
Pour les articles homonymes, voir Moustier.
Moustier-sur-Sambre (en wallon Moustî-so-Sambe) est une section de la commune belge de Jemeppe-sur-Sambre située en Région wallonne dans la province de Namur.
C'était une commune à part entière avant la fusion des communes de 1977.

## Toponymie
De la langue d'oïl médiévale mostier (mostî en wallon contemporain), monastère.

## Évolution démographique
- Source: DGS, 1831 à 1970=recensements population, 1976= habitants au 31 décembre

## Histoire
Le nom de ce village est latinisé sous la forme MONASTERIUM SUPER SAMBRAM en l'an 647. Ensuite, "Moustiers les Dames" en l'an 1776. En effet, à une époque, la Sambre était beaucoup plus sinueuse et passait sous l'arcade d'une abbaye située non loin de la place du village. Cette abbaye s'appelle encore aujourd’hui (le château des dames blanches). Si les méandres de la Sambre ont été en partie supprimés afin d'accélérer cette voie navigable, il reste néanmoins un étang au pied de ce château, seul témoin du passage de ce canal fluvial au pied de l'abbaye. De nombreuses chanoinesses nobles occupèrent le rang d'abbesse, seigneur du fief durant l'ancien régime, dont les dames, comtesse d'Oultremont et baronne de Cerf.
Moustier en vieux Français est aussi un doublet du mot plus moderne, monastère.

## Patrimoine et culture

### Patrimoine architectural
- Eglise Saint-Fredegrand. Construite en 1896 est l'œuvre de l'architecte Degreny[2].
- Site du monastère, puis du chapitre de chanoines qui est fondé au VIIe siècle et transporté à Namur en 1787[2].
- Ancien presbytère, place Communale. Datant du début du XVIIe siècle[2].
- Château des Dames, place Communale. Composé d'une aile de style classique du XVIIIe siècle et flanqué au nord d'une tour crénelée construite au XIXe siècle en style médiéval[3].
- Ferme Buley, rue de Jemeppe. Datant des XVIIe, XVIIIe et XIXe siècles qui porte le nom propriétaire de la fin du XVIIe siècle[4].

### Culture

#### Festival de cinéma
Moustier-sur-Sambre abrite un festival du cinéma belge.

## Économie

### La société AGC
C'est dans l’usine de Moustier-sur-Sambre que la division verre de AGC produit vingt-quatre heures sur vingt-quatre, avec ses trois floats (ligne de production continue des matières premières au ruban de verre) et ses cinq cents personnes, des feuilles de 6 m sur 3,21 m. Dans son secteur, l’usine de verre de Moustier-
sur-Sambre est la plus grande du monde, avec une production de 2 500 tonnes de verre plat par jour et plus de deux cents camions. Souvent, ce verre sera ensuite transformé : double vitrage, verre feuilleté, miroirs… Il s'agit d'une entreprise-pilote en matière d’innovation du verre en ligne. Cela s'explique aisément car la région a hérité d'une longue tradition wallonne dans la fabrication du verre. C'est à Lodelinsart que près de cent quarante personnes (ingénieurs civils, docteurs en sciences…) travaillent au centre de recherche et développement de AGC pour améliorer et développer les produits de « demain », et réfléchir aussi à l’amélioration des procédés de fabrication.

## Personnalités liés
Ce village wallon a vu la naissance :
- du dramaturge d'expression française Jean Louvet ;
- des poètes d'expression wallonne :
  - François Raynaud,
  - Émile Gilliard,
  - de la poétesse Gabrielle Bernard
- de l’artiste peintre : Charles Maget

Le premier baptisé de la paroisse de l'Immaculée a été Richard Gobert.